# Dieter Pohl (Heimatforscher)
Dieter Pohl (* 1. März 1934 in Hirschberg im Riesengebirge, Provinz Niederschlesien; † 15. August 2020 in Köln) war ein deutscher Ingenieur, Heimatforscher zur Geschichte und Kultur der Grafschaft Glatz und Verleger.

## Leben
Nach der Vertreibung aus Schlesien kam die Familie 1946 in ein Dorf südlich von Bremen. Dieter Pohl besuchte zunächst die Mittelschule in Syke und ab 1951 ein Gymnasium in Bremen, das er 1954 mit dem Abitur abschloss. Danach studierte er bis 1962 Elektrotechnik an der RWTH Aachen mit Abschluss als Diplomingenieur. 1974 wurde er in Aachen nach zwölfjähriger Industrietätigkeit zum Dr.-Ing. promoviert.
Nach zehnjähriger Tätigkeit als Entwicklungsingenieur im Philips-Konzern in Deutschland und den Niederlanden wurde Dieter Pohl 1973 Hauptabteilungsleiter im Geschäftsbereich Kfz-Prüftechnik der Robert Bosch GmbH. 1977 stieg er im Bosch-Geschäftsbereich Fernsehanlagen zum Prokuristen und Geschäftsleiter der Abteilung Entwicklung auf. Von 1987 bis zu seiner Pensionierung 1994 bekleidete er die Position eines Abteilungsdirektors (Vice President) und Koordinators für die Forschungs- und Entwicklungspolitischen Vorhaben des Bosch-Konzerns in Bonn und Brüssel. In dieser Funktion war er auch Mitglied des Direktorats des EU-Projektes EUREKA 95 zur Entwicklung und Einführung des hochauflösenden Fernsehens in Europa, das nach technisch erfolgreichem Abschluss durch das Ausscheiden Großbritanniens nicht mehr zur Geltung kam.

## Genealogie und kulturhistorische Forschung
Parallel entwickelten sich seine Interessen für Genealogie und schlesische Heimatgeschichte, die erstmals 1973 mit der Erforschung seiner Vorfahren in Niederschwedeldorf (seit 1945 polnisch Szalejów Dolny) in der Grafschaft Glatz  einsetzten. Ab 1981 begann er mit der umfassenden Aufgabe, alle noch vorhandenen deutschen Kirchenbücher der Grafschaft Glatz (etwa 1300 Exemplare) zu ermitteln, die nicht nur in den dortigen Pfarreien, sondern auch im Staatsarchiv Breslau (Archiwum Państwowe we Wrocławiu) und im Erzbischöflichen Diözesanarchiv Breslau (Archiwum Archdiecezjalne we Wrocławiu) vorhanden sind. Als Ergebnis brachte er den Band Die Kirchenbücher der Grafschaft Glatz 1996 zum Druck. Für die Herausgabe der Publikationen gründete er den Dr. Dieter Pohl Verlag.
1986 gründete Dieter Pohl die genealogisch orientierte „Forschungsgruppe Grafschaft Glatz“ (FGG), die er bis 2001 leitete. Anschließend gründete er die kulturell und kirchenhistorisch orientierte „Arbeitsgemeinschaft Grafschaft Glatz – Kultur und Geschichte“ (AGG), deren jährliche Tagungen in Münster durchgeführt wurden. Im Band 62 (S. 243 ff.) des Archivs für schlesische Kirchengeschichte würdigte Joachim Köhler als dessen Herausgeber 2004 die Forschungstätigkeit von Dieter und dessen Ehefrau Elsbeth Pohl. Nach seinem 80. Geburtstag übergab Pohl die Leitung der AGG am 26./27. April 2014 an Klaus Hübner. Die Gruppe hatte zu diesem Zeitpunkt mehr als 60 Mitglieder, darunter neun aktive oder emeritierte Hochschullehrer. Unter Pohls Leitung publizierte die AGG von 2002 bis 2014 dreizehn Ausgaben der AGG-Mitteilungen; seit Heft 14 (2015) leitet Klaus Hübner die Publikation.
Besondere Verdienste erwarb sich Dieter Pohl mit der der Herausgabe der Chroniken des aus Lewin im damaligen District Hummel stammenden Pfarrers Joseph Kögler. Zudem verfasste er eine Bibliographie und mehr als 50 kulturhistorische Arbeiten über die Grafschaft Glatz. Damit leistete er einen wesentlichen Beitrag zum Erhalt des Glatzer Kulturellen Erbes.

## Mitgliedschaften und Auszeichnungen
1976 bis 1995 war Dieter Pohl Mitglied der Fernseh- und Kinotechnischen Gesellschaft (FKTG) und von 1979 bis 1987 ihr Zweiter Vorsitzender.
Er war Mitglied des Verbandes der Historikerinnen und Historiker Deutschlands und ordentliches Mitglied der Historischen Kommission für Schlesien, Mitglied des Vereins für Geschichte Schlesiens und Mitglied des Kuratoriums und des Vereins der Freunde und Förderer der „Stiftung Kulturwerk Schlesien“.
2004 wurde ihm für seine Verdienste als ehrenamtlicher Geschichtsforscher der Grafschaft Glatz das Bundesverdienstkreuz am Bande verliehen.

## Publikationen (Auswahl)
- als Bearbeiter und Herausgeber von fünf Bänden: Joseph Kögler: Die Chroniken der Grafschaft Glatz. Neu bearbeitet von Dieter Pohl.
  - Band 1: Die Stadt- und Pfarreichroniken von Lewin, Mittelwalde, Wünschelburg, Neurode und Wilhelmsthal. mit einem Vorwort von Arno Herzig und einem Beitrag des Herausgebers über den Geschichts- und Heimatforscher der Grafschaft Glatz Joseph Kögler. Modautal 1992, ISBN 3-927830-19-4.
  - Band 2: Die Pfarrei- und Stadtchroniken von Glatz, Habelschwerdt und Reinerz. mit einem Vorwort von Franz Jung sowie Verzeichnis von Archiven und Bibliotheken mit Anschriften, Ortsverzeichnis deutsch-polnisch u. a. Modautal 1993, ISBN 3-927830-09-7.
  - Band 3: Die Chroniken der Dörfer Pfarreien und Grundherrschaften des Altkreises Glatz. mit einem Vorwort von Gundolf Keil. Modautal 1998, ISBN 3-927830-15-1.
  - Band 4: Die Chroniken der Dörfer Pfarreien und Grundherrschaften des Kreises Habelschwerdt. mit einem Vorwort von Joachim Köhler. Modautal 2001, ISBN 3-927830-18-6.
  - Band 5: Die Chroniken der Dörfer, Pfarreien und Grundherrschaften des Altkreises Neurode. mit einem Vorwort des Herausgebers, zugleich ein Nachwort zur Gesamtausgabe von Köglers Chroniken, sowie einem vollständigen Werkverzeichnis Joseph Köglers, Orsnamenkonkordanz deutsch/polnisch und polnisch/deutsch. Modautal 2003, ISBN 3-927830-19-4.

- mit Elsbeth Hoffmann-Pohl: Das Dekanatsarchiv des Erzbischöflichen Generalvikariats der Grafschaft Glatz: Bestandsaufnahme 1994. Lorsch 1995, ISBN 3-927830-13-5.
- Die Grafschaft Glatz (Schlesien) in Darstellungen und Quellen; Bibliographie, mit Autoren- und Sachregister, Ortsnamen-, Personen- und Schlagwortregister. 1995, ISBN 3-927830-10-0.
- Die Kirchenbücher der Grafschaft Glatz (Schlesien): die Bestände 1937 und 1997. Lorsch 1996, ISBN 3-927830-14-3.
- Grafschaft Glatz (Schlesien): Die Sammlung Kögler im Erzbischöflichen Diözesanarchiv Breslau. Köln 2000, ISBN 3-927830-17-8.
- Die Chronik der katholischen Stadtpfarrkirche zu Glatz, geführt von den Stadtpfarrern Prälat Augustin Skalitzky (1906–1921) und Prälat Dr. Franz Monse (1921–1946). Köln 2009, ISBN 978-3-927830-20-2.

FGG
- Handbuch für Grafschaft Glatzer Familienforscher: Forschungshilfen. Arbeitsgemeinschaft ostdeutscher Familienforscher/Forschungsgruppe Grafschaft Glatz, Modautal, Grundwerk Stand 9/1989, ISBN 3-927830-00-3.
- Quellenverzeichnis – die Grafschaft Glatz und ihre Nachbargebiete sowie übergeordnete Themen. Arbeitsgemeinschaft ostdeutscher Familienforscher/Forschungsgruppe Grafschaft Glatz, Modautal, ISSN 0937-2652